# Samantha Brand
Samantha Marie-Ann Brand (* 16. Juni 1988 in San Bernardino County) ist eine ehemalige haitianische Fußballspielerin.

## Karriere

### Verein
Im Jahr 2010 spielte Brand für den isländischen Verein UMF Afturelding. Ein Jahr später wechselte sie nach Schweden zu IFK Gävle. Anschließend stand sie 2015 bei Tierps IF unter Vertrag. Von 2017 bis 2018 war sie bei Ljusdals IF.

### Nationalmannschaft
Ab 2010 war Brand Teil der haitianischen Frauenfußballnationalmannschaft. Bis März 2015 absolvierte sie 14 Länderspiele und erzielte dabei ein Tor.